# Bonnemaison
Bonnemaison település Franciaországban, Calvados megyében. Lakosainak száma 401 fő (2022. január 1.). Bonnemaison Courvaudon, Les Monts d’Aunay és Thury-Harcourt-le-Hom községekkel határos.

## Népesség
A település népességének változása:
| Lakosok száma | 208  | 317  | 331  | 352  | 388  | 402  | 404  | 403  | 398  | 401  |
|               | 1968 | 1982 | 1990 | 2006 | 2013 | 2015 | 2017 | 2019 | 2020 | 2022 |